# Pugnac
Pugnac is een gemeente in het Franse departement Gironde (regio Nouvelle-Aquitaine). De plaats maakt deel uit van het arrondissement Blaye. Pugnac telde op 1 januari 2022 2.417 inwoners.

## Geografie
De oppervlakte van Pugnac bedroeg op 1 januari 2022 13,53 vierkante kilometer; de bevolkingsdichtheid was toen 178,6 inwoners per km².

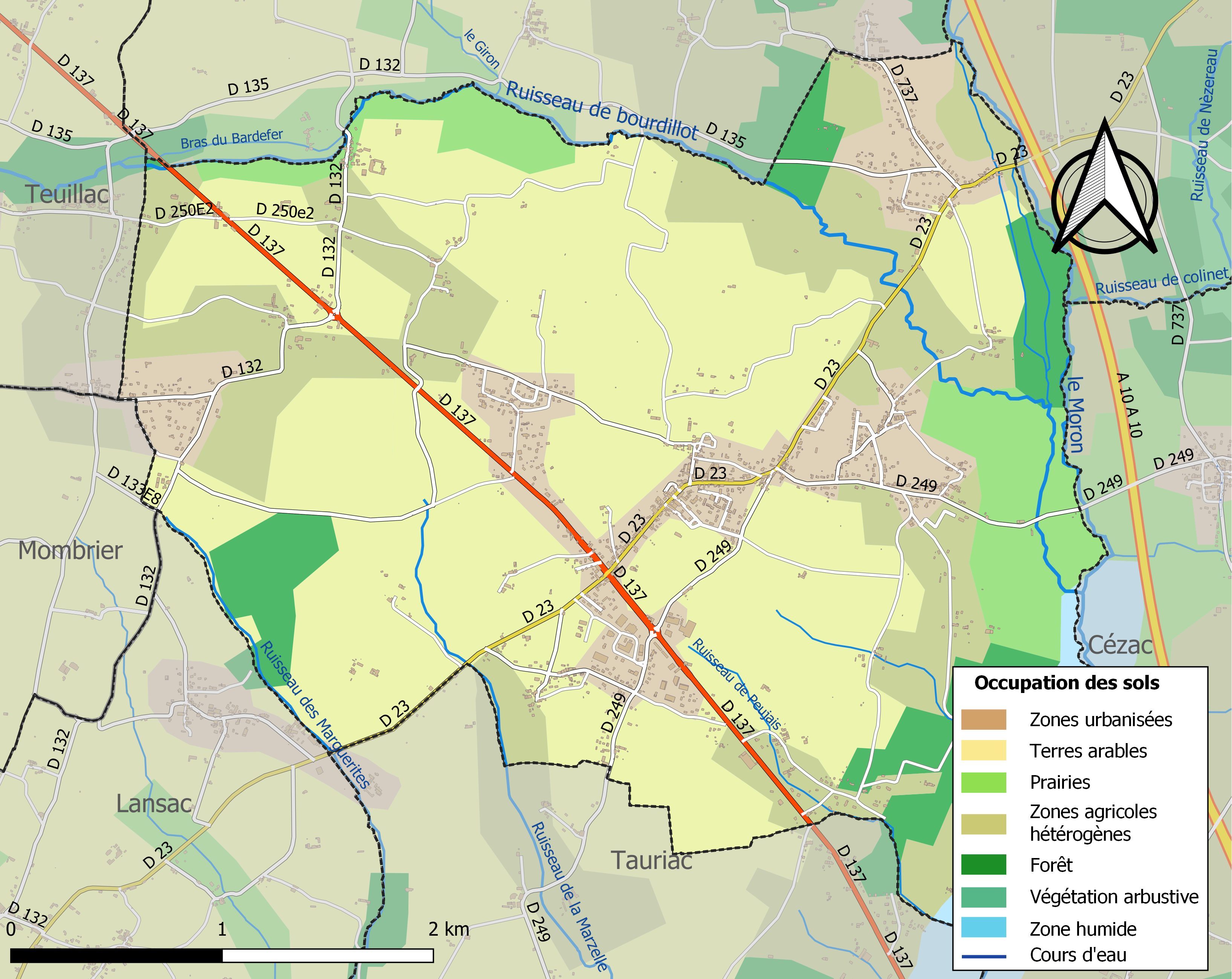
Kaart van de gemeente met belangrijkste infrastructuur, bodemgebruik en omliggende gemeenten

## Demografie
Onderstaande figuur toont het verloop van het inwonertal (bron: INSEE-tellingen).